# Charles Xavier Thomas

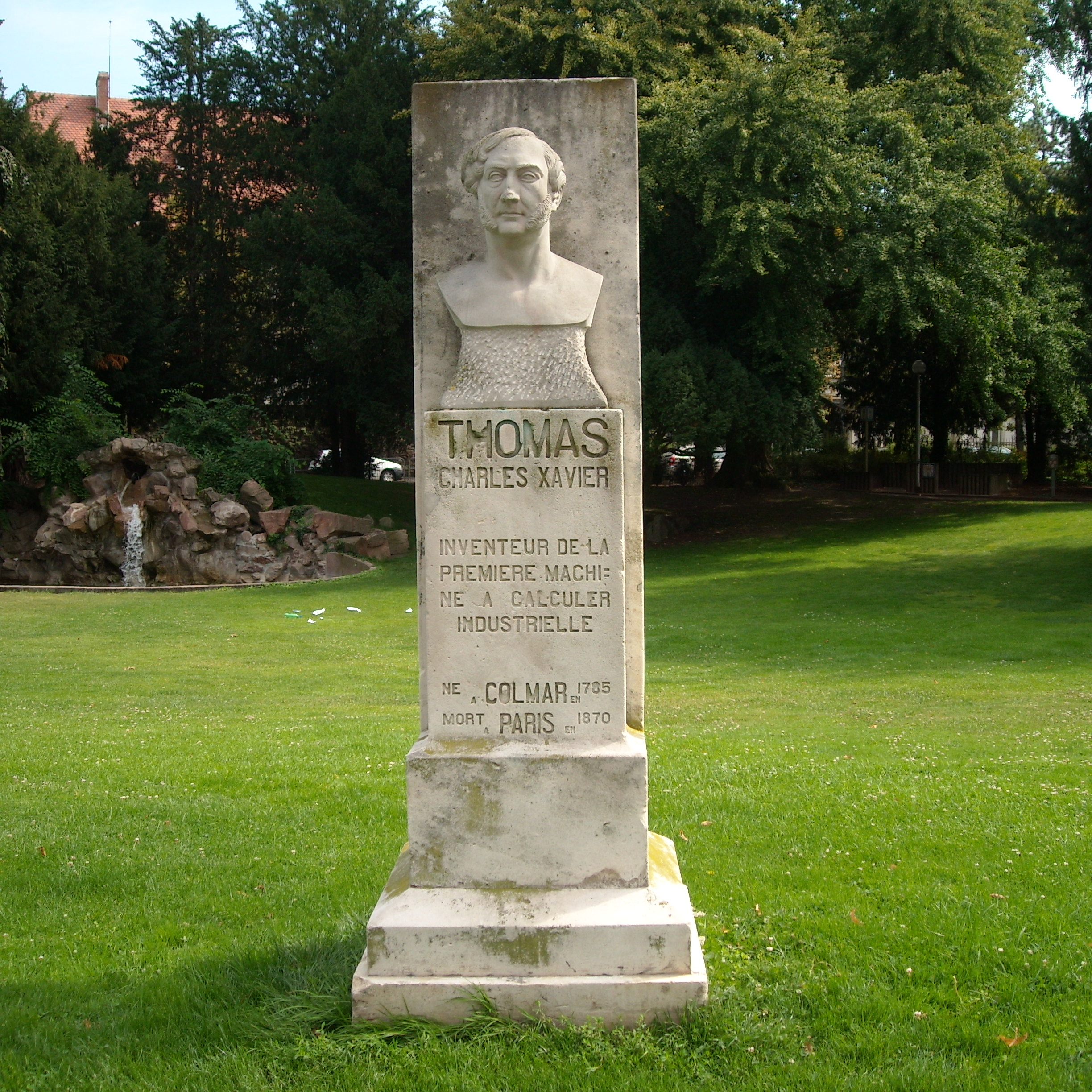
Charles Xavier Thomas. Ett monument i födelsestaden Colmar.

Charles Xavier Thomas de Colmar, född 5 maj 1785 i Colmar, död 12 mars 1870 i Paris, var en fransk matematiker. Han byggde den första aritmometern 1820 då han tjänstgjorde i den franska armén. Aritmometern kunde utföra enklare addition, subtraktion, division och multiplikation. Aritmometern var den första mekaniska kalkylatorn som blev en kommersiell framgång och användes ända fram till 1910-talet.